# Mycosphaerella poonensis
Mycosphaerella poonensis är en svampart som beskrevs av T.S. Viswan. 1959. Mycosphaerella poonensis ingår i släktet Mycosphaerella och familjen Mycosphaerellaceae.   Inga underarter finns listade i Catalogue of Life.